# Aristida pallens
Aristida pallens là một loài thực vật có hoa trong họ Hòa thảo. Loài này được Cav. mô tả khoa học đầu tiên năm 1799.